# Мартиница
Мартиница (на македонска литературна норма: Мартиница) е село в Северна Македония, в община Крива паланка, разположено в областта Славище в северното подножие на планината Осогово, югозападно от общинския център Крива паланка.

## История
В края на XIX век Мартиница е малко българско село в Кривопаланска каза на Османската империя. Според статистиката на Васил Кънчов („Македония. Етнография и статистика“) от 1900 г. Мартиница е населявано от 240 жители българи християни и 45 цигани.
Цялото християнско население на селото е под върховенството на Българската екзархия. По данни на секретаря на екзархията Димитър Мишев („La Macédoine et sa Population Chrétienne“) в 1905 година в Мартиница има 184 българи екзархисти.
При избухването на Балканската война в 1912 година 1 човек от селото е доброволец в Македоно-одринското опълчение.
По време на Първата световна война Мартиница е включена в Дурачкоречка община и има 188 жители.
Според преброяването от 2002 година селото има 157 жители, всички северномакедонци.

## Личности
Родени в Мартиница
- Славе Христов, македоно-одрински опълченец, 35-годишен, 3 рота на 2 кумановска дружина, орден „За храброст“[6]
- Велин Кр. Георгиев, кметски наместник в периода на българското управление 1941-1944 година.[7]